# Pertteli
Pertteli (in svedese S:t Bertils) è stato un comune finlandese di 3 934 abitanti, situato nella regione del Varsinais-Suomi. Il comune è stato soppresso nel 2009.